# Raleigh (Dakota Północna)
Raleigh – jednostka osadnicza w Stanach Zjednoczonych, w stanie Dakota Północna, w hrabstwie Grant.